# Mykotoxin

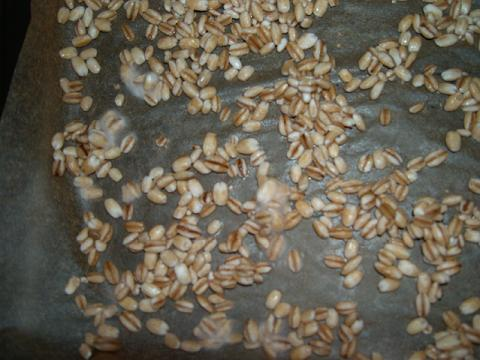
Schimmelbildung bei Gerste

Mykotoxine (auch „Schimmelpilzgifte“) sind in Agrarprodukten oder Lebensmitteln enthaltene, von Pilzen gebildete sekundäre Stoffwechselprodukte. Im Unterschied dazu werden die toxischen Inhaltsstoffe von Großpilzen als Pilzgifte bezeichnet. Mykotoxine können bei Wirbeltieren bereits in geringsten Mengen verschiedene Giftwirkungen entfalten. Eine hierdurch verursachte Erkrankung wird Mykotoxikose genannt.

## Entdeckung
Seit Menschengedenken werden schimmelbefallene Lebensmittel und damit Mykotoxine verzehrt.
Seit 1960 machte man sich darüber erstmals ernsthafte Gedanken, als in England tausende Puten an verschimmeltem Erdnussschrot starben. Die intensive Suche nach den giftigen Substanzen führte dann zur Entdeckung der Aflatoxine. In der UdSSR trat während des Zweiten Weltkrieges eine Erkrankung auf, die eine Hemmung der Bildung von weißen Blutkörperchen zur Folge hatte und auf verschimmelter Hirse und verschimmeltem Weizen beruhte. Erst nach Jahren wurde das die Erkrankung verursachende Mykotoxin, das T-2-Toxin aus der Gruppe der von Fusarien gebildeten Trichothecene, entdeckt, das in russischen Getreideproben mit einer Konzentration von bis zu 2,5 % vorkam.

## Vorkommen
Es sind inzwischen etwa 200 verschiedene Toxine bekannt, die von über 300 Pilzarten produziert werden, wobei die Produktion eines bestimmten Toxins auf wenige bestimmte Arten beschränkt sein kann, aber auch von vielen Arten mehrerer Gattungen bewerkstelligt werden kann. Die Optimalbedingungen für die Bildung des Toxins und das Wachstum des Schimmelpilzes brauchen nicht notwendigerweise übereinzustimmen. Die meisten Mykotoxine sind sehr widerstandsfähig gegenüber Hitze- und Säurebehandlung.
Die Bildung von Mykotoxinen unterliegt einer ausgeprägten regionalen wie saisonalen Schwankungsbreite und ist abhängig vom Nahrungsangebot, Wassergehalt in Substrat und umgebender Luft (Luftfeuchte), Temperatur, pH-Wert und Interaktionen mit anderen Pilzen. Für die Giftbildung werden Substrate bevorzugt, die reich an Kohlenhydraten komplexer Zusammensetzung sind.
Der Mensch ist hauptsächlich durch Kontaminationen in Lebensmitteln bedroht. Alle verschimmelten Nahrungsmittel können Mykotoxine enthalten.
- Primärkontamination: Getreide wurde schon auf dem Feld von Schimmelpilzen befallen (z. B. Mutterkorn auf Roggen, Weizen, Gerste)
- Sekundärkontamination: Lagernde Lebensmittel verschimmeln (z. B. Aspergillus oder Penicillium spp.)
- Carry over: Nutztiere nehmen verschimmelte Futtermittel (z. B. Mais, Weizen, Soja, Palmkernexpeller) auf[4] und geben die enthaltenen Gifte an die Produkte weiter: Milch, Eier, Fleisch

Die FAO schätzt, dass ca. 25 % der Welt-Nahrungsproduktion Mykotoxine enthalten.
Am häufigsten belastet mit Fusarientoxinen sind Getreide (insbesondere Mais und Weizen).
Betroffen von Aflatoxin-Befall sind häufig landwirtschaftliche Produkte aus tropischen und subtropischen Gebieten, da der Pilz Aspergillus flavus erst ab Temperaturen von 25 bis 40 °C gut wächst. Betroffen sind dabei hauptsächlich Mais, sowie ölhaltige Samen und Nüsse, wie z. B. Pistazien, Erdnüsse, Mandeln und Paranüsse. In pflanzlichen Nahrungsergänzungsmitteln werden auch Mykotoxine nachgewiesen, in Mariendistelextrakten wurden beispielsweise bis zu 37 mg pro kg gefunden.

## Wirkung
Mykotoxine können bei Menschen und bei Tieren bereits in geringen Mengen toxische Wirkungen zeigen.
Insbesondere können Mykotoxine:
- krebserregend (karzinogen) wirken
- das Zentralnervensystem schädigen (neurotoxisch wirken)
- das Immunsystem schädigen (immunsuppressiv wirken)
- das Erbgut schädigen (mutagen wirken)
- die Leibesfrucht schädigen (teratogen wirken)
- Organschäden (z. B. an Leber oder Niere) verursachen (hepatotoxisch oder nephrotoxisch wirken)
- bei Berührung Haut- und Schleimhautschäden (von Hautreizungen bis Nekrosen) verursachen
- enzymatische Stoffwechselprozesse hemmen oder einleiten
- allergische Reaktionen auslösen
- durch hormonelle Wirkungen Fruchtbarkeitsstörungen hervorrufen.

Einige Mykotoxine besitzen die Fähigkeit, Bakterien an der Vermehrung zu hindern. Diese antibiotische Wirkung lässt sich in Medikamenten gegen bakterielle Infektionen nutzen. Ein bekanntes Beispiel ist das Penicillin.

## Einteilung
Mykotoxine können entweder aufgrund einer ähnlichen Molekularstruktur oder nach den sie produzierenden Schimmelpilzgattungen zu Stoffgruppen zusammengefasst werden:
- Aflatoxine
- Alternaria-Toxine, wie z. B. Alternariol (AOH), Alternariolmonomethylether (AME), Altenuen und Tenuazonsäure
- Fusarium-Toxine, wie Trichothecene (z. B. Deoxynivalenol (DON), Nivalenol, T-2-Toxin),  Zearalenone und Fumonisine
- Mutterkornalkaloide (Ergotalkaloide)
- Ochratoxine

Streng genommen müssten die Mutterkornalkaloide zu den Pilzgiften gerechnet werden. Denn der Produzent, das Mutterkorn (Claviceps purpurea), gehört zu den Großpilzen, da im Frühjahr kleine, aber deutlich erkennbare Fruchtkörper aus dem Sklerotium wachsen.

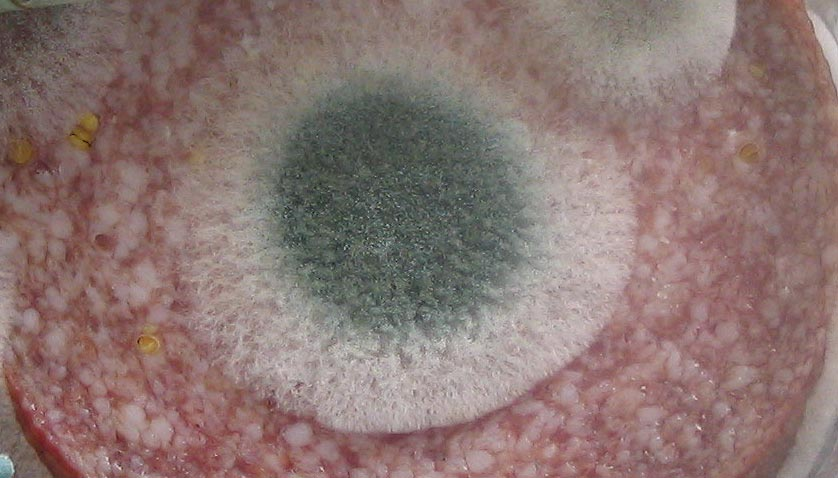
Salami mit Schadschimmel
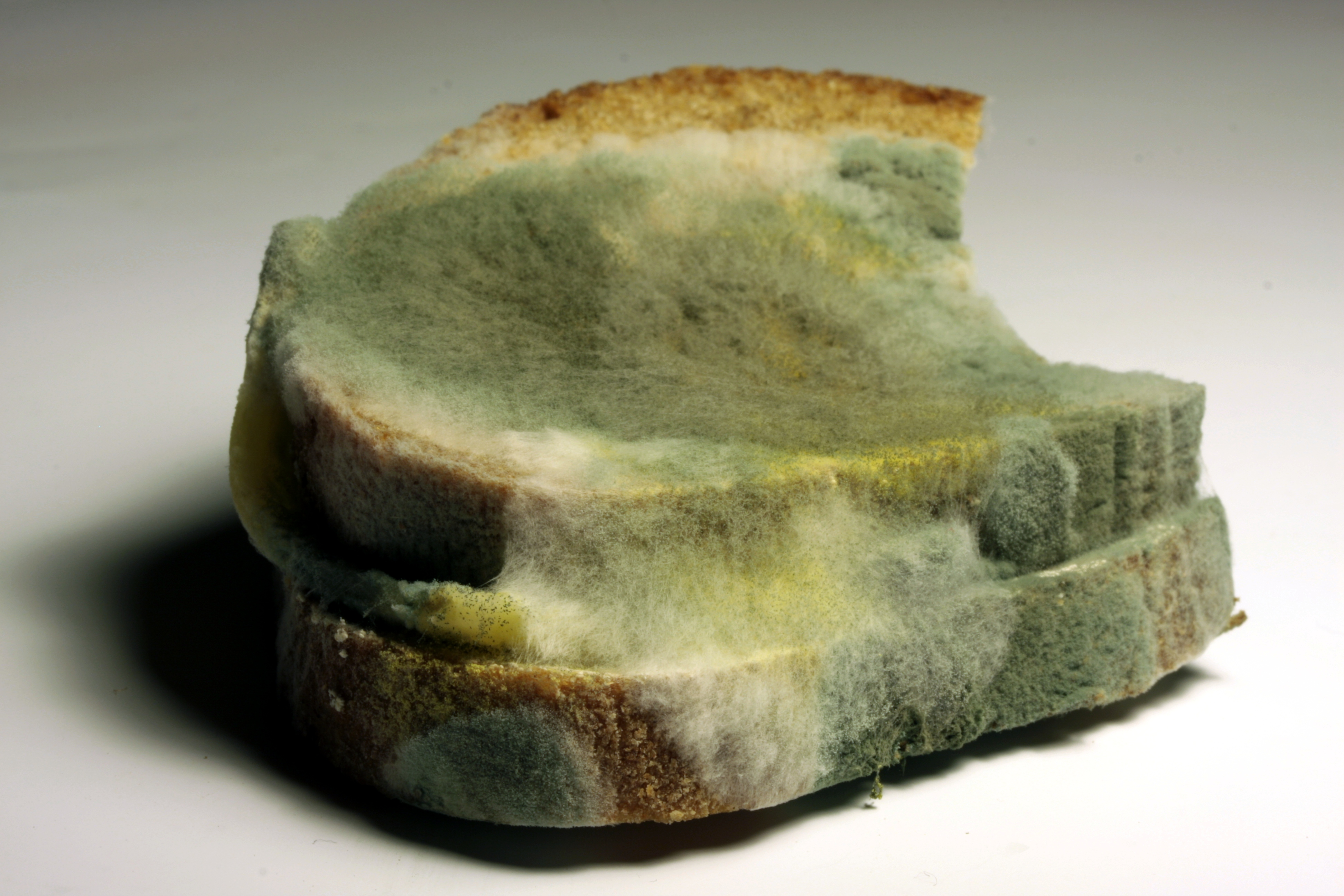
Brot mit Schadschimmel
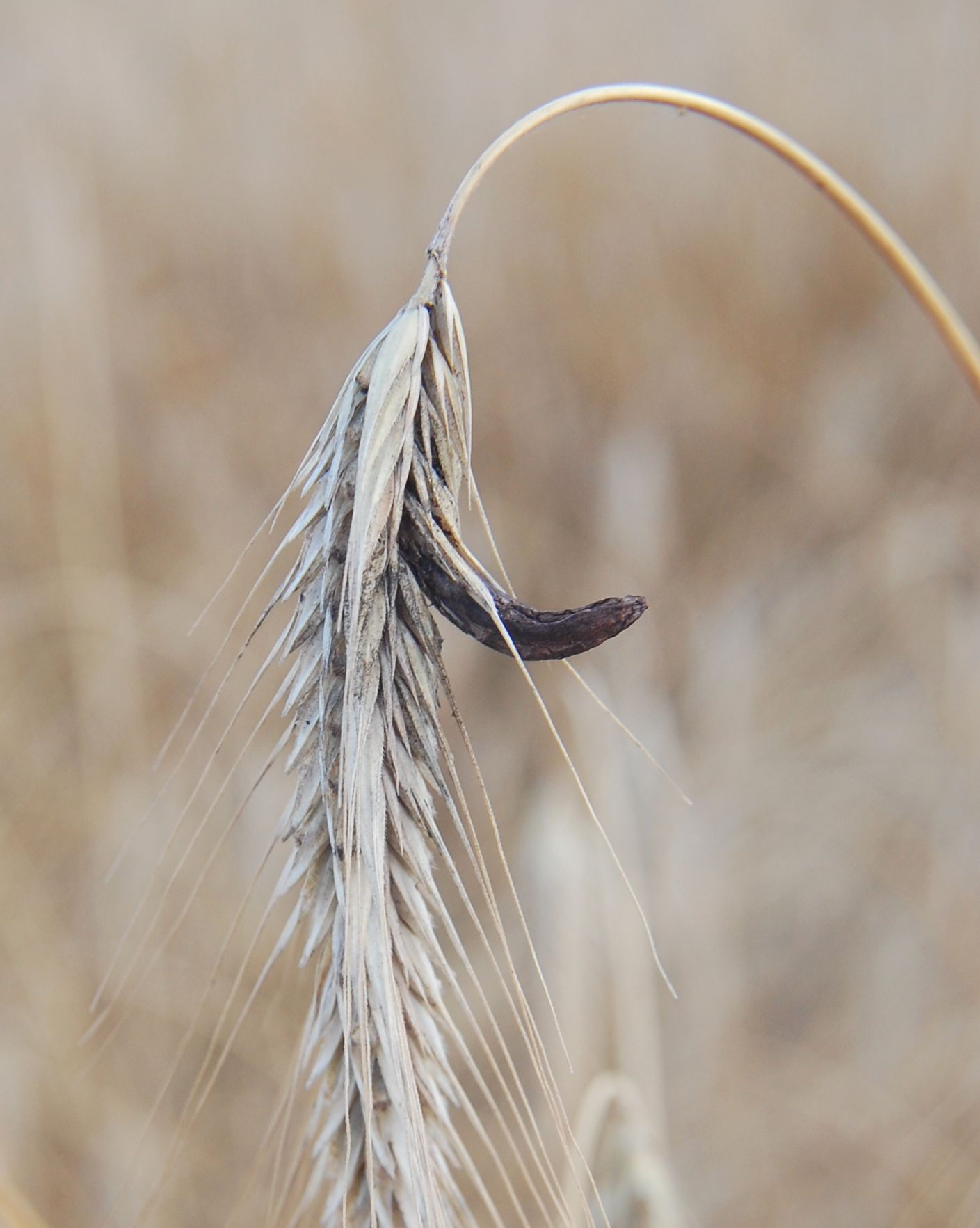
Roggenähre mit Mutterkorn
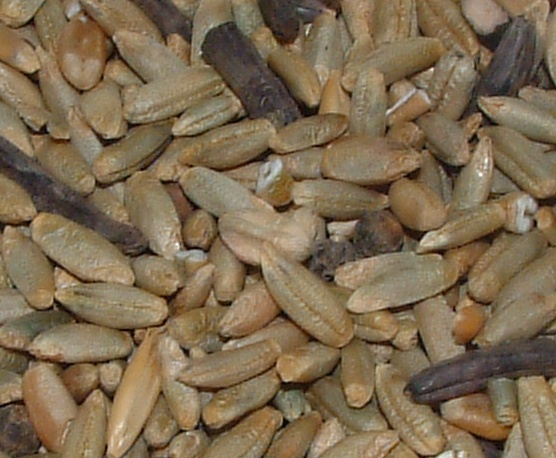
Roggen mit Mutterkorn verunreinigt
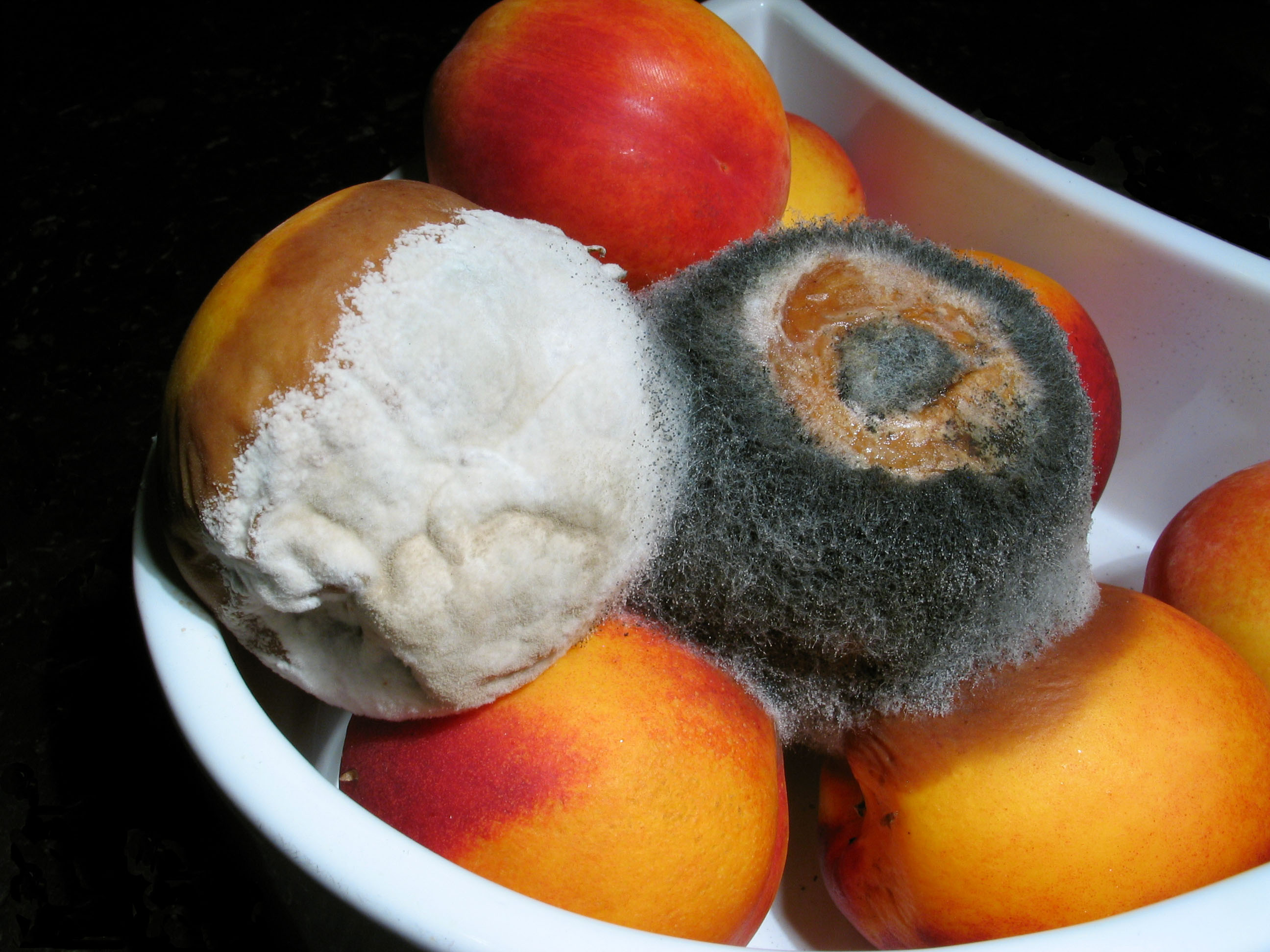
Schimmelwachstum auf Nektarinen

## Vertreter (Auswahl)
| Name des Toxins / der Toxine     | Hauptproduzenten | wesentl. Vorkommen                                                                                      | (Gift-)Wirkung                                                                              |
| -------------------------------- | --- | --- | ------------------------------------------------------------------------------------------- |
| Aflatoxine                       | Aspergillus flavus Aspergillus parasiticus | Erdnüsse, Getreide, Mais, Feigen, Milch (carry over) Kontaminierte Räume (via Hautkontakt und Atemwege) | hepatotoxisch, karzinogen, akute Toxizität, Aflatoxin B1 = stärkstes mykotisches Karzinogen |
| Altenuen                         | Alternaria alternata Alternaria solani | |                                                                                             |
| Alternariol (AOH)                | Alternaria alternata Alternaria solani | Obst, Gemüse, Tabak, Hirse, Nüsse                                                                       | mutagen                                                                                     |
| Alternariolmonomethylether (AME) | Alternaria alternata Alternaria solani | Obst, Gemüse, Tabak, Hirse, Nüsse                                                                       | mutagen                                                                                     |
| Cephalosporin                    | Cephalosporium acremonium | | antibiotisch                                                                                |
| Chaetomin                        | Chaetomium-Arten | | nephrotoxisch, antibiotische Wirkung auf grampositive Bakterien                             |
| Citrinin                         | Aspergillus ochraceus Penicillium citrinum | Getreide                                                                                                | hepatotoxisch, nephrotoxisch, karzinogen                                                    |
| Deoxynivalenol (DON)             | Fusarium culmorum Fusarium graminearum | Getreide                                                                                                | gastrointestinaler Reizstoff                                                                |
| Fumagillin                       | Aspergillus fumigatus | | hemmt Angiogenese, antibiotisch                                                             |
| Fumonisine                       | Fusarium verticillioides Fusarium proliferatum Fusarium anthophilum | hauptsächlich Mais                                                                                      | möglicherweise karzinogen, teratogen                                                        |
| Fusarin C                        | Fusarium-Arten | | mutagen, vermutlich karzinogen                                                              |
| Fusarinsäure (FA)                | Fusarium-Arten | | schwach toxisch, antibiotisch                                                               |
| Gliotoxin                        | Aspergillus fumigatus Aspergillus terreus Eurotium chevalieri Gliocladium fimbriatum | | zytotoxisch, immunsuppressiv                                                                |
| Griseofulvin                     | Penicillium griseofulvum | | antibiotisch                                                                                |
| Kojisäure                        | Aspergillus- und Penicillium-Arten | Mais, wahrscheinlich viele andere Lebens- und Futtermittel                                              | schwach mutagen, mäßig antibiotisch, im Tierversuch (i.p.) epilepsieartige Symptome         |
| Moniliformin                     | Fusarium avenaceum Fusarium tricinctum Fusarium fusaroides Fusarium moniliforme | Gerste, Mais                                                                                            | gastroenteritisch, hämorrhagisch                                                            |
| Mutterkornalkaloide              | Claviceps purpurea | Getreide                                                                                                | Ergotismus                                                                                  |
| Mycophenolsäure                  | Penicillium brevicompactum | |                                                                                             |
| Nivalenol                        | Fusarium culmorum | Gerste, Mais, Weizen                                                                                    | hämorrhagisch                                                                               |
| Ochratoxin A (OTA)               | Aspergillus ochraceus Penicillium viridicatum | Erdnüsse, Mais, Weizen, Baumwollsamenmehl                                                               | nephrotoxisch, dermatotoxisch, karzinogen                                                   |
| Patulin                          | Penicillium claviforme Penicillium expansum Penicillium griseofulvum Penicillium leucopus Penicillium clavatus Penicillium giganteus Penicillium terreus                                                          | Apfelsaft, Äpfel und andere Obstarten                                                                   | hämorrhagisch, ödematös, im Tierversuch (sc.) karzinogen                                    |
| Penicillin                       | Penicillium notatum | | antibiotisch                                                                                |
| Penicillinsäure                  | viele Penicillium- und Aspergillus-Arten | Mais, Futtermittel                                                                                      | antibiotisch, im Tierversuch (sc.) karzinogen                                               |
| Penitrem A                       | Penicillium carneum Penicillium crustosum | Fleisch, Fleischerzeugnisse                                                                             | neurotoxisch, tremorgen                                                                     |
| Roquefortin                      | Penicillium roqueforti Penicillium commune | Reismehl u. a. Nahrungsmittel                                                                           | neurotoxisch, paralytisch                                                                   |
| Satratoxine                      | Stachybotrys chartarum | | systemische Vergiftungserscheinungen                                                        |
| Sterigmatocystin                 | Aspergillus aurantiobrunneus Aspergillus nidulans Aspergillus quadrilineatus Aspergillus ustus Aspergillus variecolor Aspergillus versicolor                                                                      | Hartkäse, grüne Kaffeebohnen, Gerste, Mais, Weizen, Reis                                                | karzinogen, hepatotoxisch, nephrotoxisch                                                    |
| Tenuazonsäure                    | Alternaria alternata | Äpfel, Tomaten                                                                                          | antibiotisch, antiviral, geringe Toxizität, hemmt Proteinbiosynthese                        |
| Trichothecene                    | hauptsächlich Fusarium-Arten, auch Cephalosporium, Stachybotrys, Trichoderma | Getreide, kontaminierte Räume (via Hautkontakt und Atemwege)                                            | vielfältig                                                                                  |
| T-2-Toxin                        | Fusarium culmorum Fusarium incarnatum Fusarium poae Fusarium solani Fusarium sporotrichioides Fusarium tricinctum Trichoderma lignorum                                                                            | Gerste, Hirse, Mais, Kontaminierte Räume (via Hautkontakt und Atemwege)                                 | dermatotoxisch                                                                              |
| Viomellein                       | Aspergillus ochraceus Penicillium cyclopium Penicillium melanoconidium Penicillium freii Penicillium viridicatum                                                                                                  | | nephro- und hepatotoxisch                                                                   |
| Verrucosidin                     | Penicillium aurantiogriseum Penicillium melanoconidium Penicillium polonicum | | neurotoxisch                                                                                |
| Verruculogen                     | Penicillium verrucosum Aspergillus fumigatus | Getreide                                                                                                | tremorgen, vermutlich tumorfördernde Wirkung                                                |
| Xanthomegnin                     | Aspergillus-Arten Penicillium-Arten Trichophyton-Arten Microsporum-Arten | Fleisch, Fleischerzeugnisse                                                                             | hepatotoxisch                                                                               |
| Zearalenon (ZEA)                 | Fusarium avenaceum Fusarium culmorum Fusarium equiseti Fusarium gibbosum Fusarium lateritium Fusarium moniliforme Fusarium nivale Fusarium oxysporum Fusarium graminearum Fusarium sambucinum Fusarium tricinctum | Cornflakes, Gerste, Hafer, Hirse, Mais, Nüsse, Roggen, Sesammehl, Weizen                                | Wirkung als Östrogen, Infertilität                                                          |

Ethanol (Ethylalkohol), das bei der anaeroben Metabolisierung von Zuckern durch manche Hefepilze (speziell Saccharomyces cerevisiae) entsteht, zählt zu den primären Stoffwechselprodukten und ist daher im engeren Sinn nicht zu den Mykotoxinen zu zählen.

## Nachweismethoden
Für die Mykotoxin-Analytik gibt es einige physikalisch-chemische Methoden:
- Dünnschichtchromatographie (DC)
- Hochleistungsflüssigkeitschromatografie (HPLC)
- Gaschromatographie (GC)
- Kopplungen von HPLC und GC mit Massenspektrometern
- Fluoreszenzpolarisation (FP)

Bei diesen Untersuchungen werden die Substanzen mit organischen Lösungsmitteln aus dem Untersuchungsmaterial herausgelöst und in aufwändigen Verfahren soweit gereinigt und konzentriert, dass ein eindeutiger Nachweis ohne störende Substanzen möglich ist.
Die HPLC/MS- und GC/MS-Kopplungen ermöglichen sowohl die sichere Identifizierung als auch Quantifizierung der verschiedenen Mykotoxine. Zur Gaschromatographie werden in der Regel Derivate (z. B. Trimethylsilylderivate) eingesetzt. Bei Einsatz der HPLC/MS-Kopplung können auch underivatisierte Mykotoxine vermessen werden. Als Ionisierungsmethoden sind sowohl die Elektronenstoßionisierung (EI) als auch die Chemische Ionisierung (CI) mit Quadrupol- und Ionenfallen-Massenspektrometern möglich.
Für die Schnellanalytik bei der Rohstoffannahme in Lebensmittel- und Futtermittelbetrieben (speziell für DON und ZEA) gibt es immunologischen ELISA-Verfahren und Mykotoxin-Streifentests („Dipsticks“), die nach der Methode von „Kapillardiffusionstests“ oder „flow-through-Tests“ arbeiten. Neuerdings gibt es außerdem homogene Rapid Kinetic Assays, welche als Präzisionsschnelltests eine genaue quantitative Bestimmungen in unter 15 Minuten ermöglichen.

## Höchstmengenverordnungen
In der EU gilt die VO (EU) 2023/915 der Kommission zur Festsetzung der Höchstgehalte für zahlreiche Mykotoxine in Lebensmitteln, wie Aflatoxine, Ochratoxin A, Patulin, Deoxynivalenol, Zearalenon, Fumonisine, Fusarientoxine – wie T-2-Toxin und HT-2-Toxin – Citrin sowie Mutterkorn-Sklerotien und Ergotalkaloide. Die jeweiligen Höchstgrenzen hängen dabei vom Erzeugnis ab und orientieren sich auch daran, was durch gute Herstellungspraxis oder gute landwirtschaftliche Praxis erreichbar ist. In der Schweiz werden die Höchstgehalte von der Verordnung des EDI über die Höchstgehalte für Kontaminanten (Kontaminantenverordnung, VHK) festgelegt.